# Клек (Источно Ново Сарајево)
Клек је насељено мјесто у општини Источно Ново Сарајево, град Источно Сарајево, Република Српска, БиХ. Према попису становништва из 1991. у насељу је живјело 178 становника.

## Становништво 1991.
Према попису становништва из 1991. године, мјесто је имало 178 становника.